# Katholiek Studentencorps te Brussel
Het Katholiek Studentencorps te Brussel (KSC) is een gemengd studentencorps naar Vlaams model en verenigt tegenwoordig studenten afkomstig uit Brussel die te Leuven studeren. Officieel overkoepelt het KSC de jongensstudentenclub Bezem Brussel, de meisjesstudentenclub Sint-Goedeleconvent en de oud-ledenvereniging Oud-KSC. Het KSC is lid van de Brabantse Gilde, het Katholiek Vlaams Hoogstudentenverbond Brussel (KVHV) en via de aparte jongens- en meisjesclubs ook van het Seniorenkonvent Leuven (SK) en het Meisjesseniorenkonvent (MSK). De kleuren van het KSC zijn groen-rood-groen (de kleuren van de stad Brussel).

## Geschiedenis
Het Katholiek Studentencorps te Brussel is ontstaan uit de jongensstudentenclub Bezem Lovania Brussel, die in oktober 1925 werd opgericht door dr. Edmond de Goeyse. Deze club was een van de voortrekkers van het traditionele studentenleven in Leuven. Ze was in 1929 een van de medeoprichters van het Seniorenkonvent Leuven (SK) en fungeerde daar ook als modelclub. In 1941 kreeg de club een zustervereniging voor meisjesstudenten toen het Vlaams Studenteninnenverbond voor Groot-Brussel werd opgericht. Tijdens de Tweede Wereldoorlog besloot men zijn blik meer op Brussel te richten en in 1942 trad Bezem Lovania Brussel uit de overkoepelende Leuvense structuren.
Door de oorlogsomstandigheden gingen veel Brusselaars aan plaatselijke instellingen voor hoger onderwijs studeren en het studentenleven kende dan ook een explosieve groei. Daarom werd op 4 november 1944 het Brussels Studentencorps (BSC) op poten gezet, naar een corpsstructuur gebaseerd op het Nederlandse studentenleven. Het BSC was ingedeeld in zeven conventen:
- Bruegelconvent (clubleven voor jongensstudenten, het voormalige Bezem Lovania Brussel)
- Sint-Goedeleconvent (meisjesstudenten, het voormalige Vlaams Studenteninnenverbond voor Groot-Brussel)
- Egmontconvent (politiek en vorming, 1944-1971)
- Anneessensconvent (sociale hulp, 1944-1963)
- Ruusbroecconvent (religie, 1944-1962)
- Erasmusconvent (cultuur, 1944-1962)
- Sint-Michielsconvent (sport en ontspanning, 1944-1964)

Het ledenblad Egmont verscheen ook voor het eerst in 1944, terwijl het oud-ledenblad Hoorn sinds 1950 om de twee maanden verzonden wordt. In 1948 werd de naam veranderd in Katholiek Studentencorps te Brussel om zich beter te kunnen onderscheiden van de Vlaamse verenigingen aan de toenmalige Université Libre de Bruxelles. Het corps bleef zich uitbreiden en tegen het einde van de jaren 50 bereikte het een recordaantal van 180 leden. Sinds 1952 was het Bruegelconvent via de Brabantse Gilde en het Seniorenkonvent Leuven terug in de Leuvense structuren vertegenwoordigd. De goedelkes (meisjes van het Sint-Goedeleconvent) waren ook welkom op gildeactiviteiten. Vanaf de jaren 50 verplaatsten de activiteiten zich ook stilaan van Brussel naar Leuven, alhoewel de echte clubavonden nog lang in het Brusselse doorgingen. Bekende personaliteiten zoals Ernest Claes, Jan Grauls, Walter Kordes, mgr. Honoré Van Waeyenbergh en Ernest Soens werden aangesteld als commilitones honoris causa.
In 1956 werd de naam van het Bruegelconvent veranderd in Bezem Brussel en op 13 april 1958 werd het Filisterconvent (tegenwoordig oud-KSC) opgericht als oud-ledenvereniging. In die jaren van ongekende bloei werd er een film gedraaid (Excellente Kronycke) en werden er twee platen opgenomen: de Grote Salamander (met studentenliederen) en Vlaamse Trekkersliederen. Tussen 1944 en 1960 organiseerde het KSC ook een Driekoningenstoet in de Brussel straten en van 1944 tot 1966 organiseerde het Sint-Goedeleconvent Sint-Niklaasfeesten voor de minderbedeelde kinderen uit het Brusselse. Tussen 1941 en 1957 werd er ook elk jaar een toneelstuk gebracht. In 1960 werd er een vriendschapsverdrag gesloten met K.D.St.V. Rheinland Köln, lid van het CV. Sindsdien werd er bijna elk jaar een Kreuzkneipe (verbroederingscantus) georganiseerd.
Bij het begin van de jaren zestig echter bracht de democratisering van het onderwijs ware aardverschuivingen teweeg in het studentenleven: de grotere aantallen studenten leidden tot een nijpend tekort aan koten en bovendien zorgde de nieuwe studentenmassa ook voor een nieuwe mentaliteit waar individualisme en opportunisme hoogtij vieren. Hierdoor vertegenwoordigden de clubs ook niet langer een substantieel deel van het studentenleven. De Brusselse hogescholen begonnen hun eigen studentenverenigingen op te richten (Aloisiana aan de EHSAL was de eerste in 1960). Stilaan werden de activiteiten van de verschillende conventen afgebouwd en tegen het einde van de jaren 60 bestond er enkel nog een clubwerking. In september 1964 slaagde het KSC er nochtans in een eigen huis in het centrum van Leuven te openen. Dit project werd in 1972 terug verlaten. In 1975, aan de vooravond van de viering van het tiende lustrum, werd voor de derde keer in de corpsgeschiedenis de kaap van 150 leden gehaald. Echter scheurde enkele maanden later een Antwerpse meerderheid zich af onder de naam Omnia, zodat de corona het jaar erna bestond uit welgeteld 22 commilitones. Het KSC, dat tot dan toe naast de afdelingen van het Katholiek Vlaams Hoogstudentenverbond (KVHV) in Leuven en Gent een bijzondere positie innam, verloor hierdoor zijn overkoepelende positie volledig. Het corps werd meer en meer een gewone studentenclub, ook al omdat het KVHV in 1975 een eigen afdeling oprichtte in Brussel. Dit had ook als gevolg dat sinds het begin van de jaren zeventig de functies van corpspreses en preses van Bezem Brussel in één persoon verenigd werden.
Door de statutenwijziging van de Brabantse Gilde in 1986 nam het KSC hier officieel als club de plaats in van Bezem Brussel. Na de omvorming van KVHV Brussel tot een overkoepelende organisatie van alle katholieke Brusselse studentenclubs in 1990, nam het KSC hier ook actief deel aan de werking. In 1995 en 1997 was het Sint-Goedeleconvent nog betrokken bij de oprichting van het Meisjesseniorenkonvent (MSK). In 2003 werd Sarah Vangindertael verkozen als eerste vrouwelijke corpspreses. Tegenwoordig telt de studentenafdeling van het corps zo'n twintigtal leden, terwijl het oud-KSC zo'n 150 leden heeft.

## Bekende corpsleden
- Jos Chabert (†), minister van Staat
- Ernest Claes (†), schrijver
- Edmond de Goeyse (†), archivaris van het Leuvense studentenleven
- Jef Durant, oud-voorzitter van het Krijgshof
- Jan Lindemans (†), eerste rector van de Universitaire Faculteiten Sint-Aloysius Brussel
- Leo Lindemans (†), eresenator
- André Monteyne, oud-parlementslid
- Jos Pelgrims, ere-burgemeester Aarschot
- Danny Pieters, oud-senaatsvoorzitter en vicerector van de Katholieke Universiteit Leuven
- Joost Rampelberg, hoogleraar geneeskunde
- Rik Torfs, kerkjurist, politicus en rector magnificus van de Katholieke Universiteit Leuven
- Karel van den Eynde, professor emeritus in de taalkunde
- Eric Van Rompuy, oud-minister
- Herman Van Rompuy, minister van Staat, oud-premier en oud-voorzitter van de Europese Raad
- baron Piet Van Waeyenberge, industrieel en erevoorzitter van het Vlaams Economisch Verbond
- mgr. Honoré Van Waeyenbergh (†), rector magnificus van de Katholieke Universiteit Leuven
- Hugo Weckx (†), oud-minister

## Media
Wapenschilden: KSC Brussel, Bezem Brussel en Sint-Goedeleconvent:
Monogram van Bezem Brussel: